# ملخ شبح
ملخ شبح (نام علمی: Aularches miliaris) گونه‌ای ملخ است رنگارنگ که در خانواده رنگین‌ملخان قرار دارد. زیستگاه این حشره آسیای جنوبی و آسیای جنوب شرقی است. پرواز گله‌ای ملخ‌های شبح در ماه اکتبر (مهرماه) است. جفت گیری و تخم‌ریزی نیز در همین ماه و بر روی علف‌ها و بوته‌ها انجام می‌گردد. شکم ملخ شبح سیاه با نوارهای قرمز روشن است.